# 43-й отдельный лыжный батальон
43-й отдельный лыжный батальон — воинская часть вооружённых сил СССР в Великой Отечественной войне.

## История
Батальон формировался с ноября 1941 года в Свердловске, в 28-м запасном полку. При формировании батальон насчитывал в трёх ротах 560 человек.
В действующей армии с 1 января 1942 по 14 марта 1942 года.
В декабре 1942 года направлен на Волховский фронт, 25 декабря 1941 года разгрузился в Малой Вишере. Принимал участие в Любанской операции.
В первые дни января 1942 года был придан 59-й стрелковой бригаде. 14 января 1942 года вместе с бригадой введён в бой в полосе 327-й стрелковой дивизии в направлении Мясного Бора. Вместе с тем, из состава батальона был сформирован сводный отряд лыжников для вылазки во вражеский тыл с целью нападения на отдельные подразделения противника, разведки, захвата документов и «языков», который был почти уничтожен и батальон потерял почти половину состава.
18 января 1942 года, опять же с бригадой вошёл в состав оперативной группы Коровникова, перед которой стояла задача взять Спасскую Полисть. Был придан 366-й стрелковой дивизии и ведёт бои за село вплоть до конца января 1942 года.
С начала февраля 1942 года продвигается на северо-запад, вместе с 59-й бригадой взял деревни Финев Луг, Радофинниково, Горка. 6 февраля 1942 года участвовал в освобождении деревни Дубовик. В дальнейшем остатки батальона использовались как диверсионное подразделение: минировали дороги, взрывали мосты, уничтожали связь и малые штабы, захватывали «языков» и документы, устраивали засады и ходили в разведку, а также использовались для установления связи между частями армии.
14 марта 1942 года батальон был расформирован.

## Подчинение
| Дата            | Фронт (округ)    | Армия             | Корпус | Примечания |
| --------------- | ---------------- | ----------------- | ------ | ---------- |
| 01.01.1942 года | Волховский фронт | 2-я ударная армия | -      | -          |
| 01.02.1942 года | Волховский фронт | 2-я ударная армия | -      | -          |
| 01.03.1942 года | Волховский фронт | 2-я ударная армия | -      | -          |

## Командиры
- капитан Кожин